# Frankböleträsket
Frankböleträsket eller Puontpyölinjärvi är en sjö i Finland. Den ligger i kommunen Raseborg i landskapet Nyland, i den södra delen av landet, 100 km väster om huvudstaden Helsingfors. Frankböleträsket ligger 15,9 meter över havet. I omgivningarna runt Frankböleträsket växer i huvudsak barrskog. Den är 10,77 meter djup. Arean är 2,36 kvadratkilometer och strandlinjen är 24,71 kilometer lång. Sjön  ingår i Skärgårdshavets kustområde, Åland. 